# Kanton Vincennes-Est
Kanton Vincennes-Est (fr. Canton de Vincennes-Est) je francouzský kanton v departementu Val-de-Marne v regionu Île-de-France. Tvoří ho pouze východní část města Vincennes.